# Liste von Schiffen mit dem Namen Niobe
Niobe ist ein mehrfach genutzter Schiffsname in den Marinen verschiedener Länder. Der Name stammt von der gleichnamigen Figur der griechischen Mythologie ab.

## Schiffsliste
| Bezeichnung | Schiffsart          | Klasse / Typ   | Baujahr | Bauwerft                                                     | Eigner                           | Dienstzeit | Verbleib | Bild |
| ----------- | ------------------- | -------------- | ------- | ------------------------------------------------------------ | -------------------------------- | ---------- | --- | ---- |
| Niobe       | Fregatte            |                | 1796    |                                                              | Royal Navy                       |            | 1816 abgewrackt                                                                                                |      |
| Niobe       | Fregatte            |                | 1849    | Portsmouth                                                   | Royal Navy                       |            | 1861 an Preußen verkauft                                                                                       |      |
| Niobe       | Fregatte            |                | 1849    | Portsmouth                                                   | Preußische / Kaiserliche Marine  | 1861–1890  | 1908 abgewrackt                                                                                                |      |
| Niobe       | Sloop               | Amazon-Klasse  | 1866    | Deptford Dockyard                                            | Royal Navy                       | 1867–1874  | 1874 gestrandet                                                                                                |      |
| Niobe       | Geschützter Kreuzer | Diadem-Klasse  | 1897    | Vickers, Barrow-in-Furness                                   | Royal Navy / Royal Canadian Navy | 1898–1920  | 1922 abgewrackt                                                                                                |      |
| Niobe       | Geschützter Kreuzer | Holland-Klasse | 1898    | Maatschappij voor Scheepen Werktuigbouw Fijenoord, Rotterdam | Kriegsmarine                     | 1941–1944  | Am 16. Juli 1944 versenkt                                                                                      |      |
| Niobe       | Kleiner Kreuzer     | Gazelle-Klasse | 1899    | AG Weser, Bremen                                             | Kaiserliche Marine               | 1900–1919  | 1925 an Jugoslawien verkauft                                                                                   |      |
| Niobe       | Kleiner Kreuzer     | Gazelle-Klasse | 1899    | AG Weser, Bremen                                             | Kriegsmarine                     | 1943       | Am 19. Dezember 1943 gestrandet                                                                                |      |
| Niobe       | Segelschulschiff    |                | 1913    | Frederikshavn Værft og Flydedok, Frederikshavn               | Reichsmarine                     | 1921–1932  | Am 26. Juli 1932 vor Fehmarn gesunken, am 15. August 1932 gehoben, Wrack am 18. September 1933 wieder versenkt |      |
| Niobe       | Versorgungsschiff   |                | 1916    |                                                              | Regia Marina                     |            | |      |
| Niobe       | Küstenwachboot      | KW 55          | 1956    |                                                              | Bundesmarine                     | 1958–1976  | 1977 an VEBEG verkauft                                                                                         |      |